# Мария Хилл
Мария Хилл (англ. Maria Hill) — персонаж комиксов издательства «Marvel Comics», агент и бывший директор организации Щ.И.Т.
Мария Хилл в исполнении Коби Смолдерс появляется в фильмах «Мстители», «Первый мститель: Другая война», «Мстители: Эра Альтрона», «Мстители: Война бесконечности», «Мстители: Финал» и «Человек-паук: Вдали от дома», а также в сериалах «Агенты Щ. И. Т.» и «Секретное вторжение», являющихся частью кинематографической вселенной Marvel.

## История публикаций
Мария Хилл была создана Брайаном Майклом Бендисом и Дэвидом Финчем и впервые появилась в New Avengers № 4 (март 2005 г.).
Как бывший директор Щ. И.Т., она появлялась в различных сюжетных линиях, которые часто именовались в честь команды Мстителей или их членов. Она была показана в конце 2000-х годов в минисериях Civil War и Secret Invasion, а также в ежемесячной серии Iron Man, в котором она была заметным персонажем во время сюжетных линий «Dark Reign» и «Stark Disassembled».
Мария Хилл появлялась как второстепенный персонаж в серии Avengers 2010—2013 годов, с выпуска № 1 (июль 2010 г.) до последнего выпуска № 34 (январь 2013 г.). По состоянию на 2014 Мария Хилл регулярный персонаж в сериях Black Widow, Uncanny X-Men и Secret Avengers.

## Биография
Хилл родилась в Чикаго, по достижении совершеннолетия, Хилл присоединяется к вооруженным силам США, а позже стала агентом Щ.И.Т. Хилл во время краткого пребывания на Мадрипуре была замечена различными главами государств и правительств со всего мира.
После скандального дела о Секретной войне и её катастрофического влияния на Нью-Йорк, директор Щ. И.Т. Ник Фьюри переходит в подполье. Мария Хилл рассматривается лидерами ряда стран в качестве его замены, и в итоге назначается временным исполнительным директором. Какое-то время робот-модель Ника Фьюри регулярно используется в общественных делах, чтобы поддерживать иллюзию нормальной жизни в рядах организации. Хилл, как ожидалось, стала лояльнее к интересам Соединённых Штатов, чем к Организации Объединённых Наций, хотя предполагалось, что Щ. И. Т. прежде всего должен служить ей, а не какой-либо стране. После того, как стала директором, Хилл ночью сталкивается с Ником Фьюри. Он предупреждает её, что если она когда-нибудь увидит что-нибудь подозрительное, то использовала робота-модель, ссылаясь на будущее Секретное вторжение. Он также предупреждает её, что если она не будет ничего делать, и он почувствует что-то не так, то он убьёт её.
Хилл быстро устанавливает новую политику в отношении героев с суперспособностями по просьбе Президента США и его коллег из других национальных правительств: закончить поддержку супергероев со стороны Щ. И. Т. Такая политика начинает работать в полную силу, когда Хилл пытается предотвратить повторное формирование Мстителей после побега суперзлодеев из тюрьмы «Плот». Тем не менее, статус Капитана Америки позволяет ему сформировать любую команду для любой миссии, которую он считает нужным, в то время как статус Женщины-паука в качестве агента Щ. И. Т. даёт ей доступ к любым файлам, которые могут потребоваться Мстителям. Это означало, что Мстители могут работать независимо от запретов Хилл, сохранив доступ к соответствующей информации, необходимой для завершения их миссии по отслеживания беглецов «Плота», и Хилл была вынуждена оставить ситуацию в покое.
В результате событий на Дикой земле Мстители подозревают Хилл замешанной в различных преступлениях, но у них не хватает доказательств. Со своей стороны Хилл подозревает Мстителей в укрывательстве незаконных происшествий, в числе которых «День М». Похитила Человека-паука и Вижена, чтобы подвергнуть их допросу о ситуации, имея дело с Коллективом.
Она зарабатывает уважение Железного человека, когда игнорирует распоряжение Президента сбросить атомную бомбу на остров в то время, когда там находились Мстители.

### Гражданская война
В серии 2006—2007 Civil War Капитан Америка отказывается помочь Хилл в подготовке к аресту супергероев, которые откажутся соблюдать Акт регистрации, но Хилл, утверждая, что Капитан Америка должен повиноваться воле американского народа, пытается арестовать его, но Капитан Америка сбегает с Геликарриера. После вступления Акта в силу Хилл является одним из его ведущих органов. Она шантажирует Чудо-человека в активной поддержке крестового похода Щ. И.Т. по выслеживанию супергероев, выступающих против Акта, посылает суперсолдата Крии Нох-Варра, чтобы захватить Беглецов, направляет Громовержцев захватить Человека-паука. Двое Громовержцев, Шут и Джек-фонарь, пытаясь это сделать, были побеждены Карателем. После срыва атаки на башню Старка, Хилл признаётся Тони Старку, что она не хочет работать в качестве директора Щ. И.Т., и предполагает, что единственный человек, кроме Ника Фьюри, который должен возглавить организацию это сам Старк. В заключение гражданской войны, Президент США назначает Тони Старка новым директором Щ. И.Т., Мария Хилл становится заместителем директора.

## Альтернативные версии

### MC2
В мире вселенной MC2 Мария Хилл — член Сил национальной безопасности. Девушка-паук, дочь Человека-паука, поймала сбежавшего Карнажа, Мария сообщила об этом успехе Нику Фьюри.
Она позже была показана обвиняющей Американскую мечту из команды A-Next в преступлениях против США, поскольку героиня натыкается на правительственную миссию.

### Ultimate
Во вселенной Marvel Ultimate Мария Хилл экс-агент Щ. И.Т. и детектив по убийствам, работающая в полиции Нью-Йорка. Она впервые появляется во время допроса Майлза Моралеса об обстоятельствах смерти Аарона Дэвиса. Это расследование привело к открытию того, что Человек-паук не был убийцей, как верили ранее, а Аарон Дэвис умер при случайных обстоятельствах, когда одно из его оружий выстрелило в обратную сторону.
Мария работала над случаем Венома, совершившего вторжение в дом Майлза Моралеса и причинившего ущерб его отцу. Она определённо подозревает, что Майлз это Человек-паук. Когда Веном нападает на больницу, где находились родители Майлза, Майлз, чтобы спасти людей, демонстрирует Марии, что он — Человек-паук.

## Вне комиксов

### Фильмы
- Коби Смолдерс исполнила роль Марии Хилл в фильмах «Мстители», «Первый мститель: Другая война», «Мстители: Эра Альтрона», «Мстители: Война бесконечности», «Мстители: Финал» и «Человек-паук: Вдали от дома».

### Телевидение

#### Кинематографическая вселенная Marvel
- Мария Хилл, сыгранная Коби Смолдерс, появляется в нескольких сериях сериала "Агенты «Щ.И.Т.».
- Смолдерс вернулась к роли Хилл в сериале «Секретное вторжение».

#### Мультсериалы
- Мария Хилл появляется в нескольких сериях мультсериала «Железный человек: Приключения в броне», где её озвучила Табита Сен-Жермен
- Мария Хилл, озвученная Кэри Вюрер, появляется в мультсериале «Мстители. Величайшие герои Земли», где является помощником Ника Фьюри, а после его исчезновения — директором Щ.И.Т.
- Мария Хилл была показана в мультсериале «Мстители, общий сбор!».
- Мария Хилл, озвученная Коби Смолдерс, появилась в мультсериале «Что, если…?»

### Мультфильмы
- Мария Хилл появляется в аниме-фильмах «Iron Man: Rise of Technovore» и «Avengers Confidential: Black Widow & Punisher», где в английском дубляже была озвучена Кэри Уолгрен, а в японском — Юнко Минагава.

### Видеоигры
- Мария Хилл появляется в качестве неиграбельного персонажа в «Marvel: Ultimate Alliance 2», где её озвучила Маргарет Изли.
- Мария Хилл появляется в качестве неиграбельного персонажа в «Marvel: Avengers Alliance».
- Мария Хилл появляется «Marvel Heroes», где её озвучила Кэри Вюрер.
- В «Lego Marvel Super Heroes» Марию Хилл озвучила Даниэль Николет.
- Мария Хилл появляется в качестве неиграбельного персонажа в «Marvel: Avengers Alliance Tactics».
- В «Lego Marvel Super Heroes 2» как игровой персонаж.